# Pica-soques del Caixmir
El pica-soques del Caixmir (Sitta cashmirensis) és un ocell de la família dels sítids (Sittidae).

## Hàbitat i distribució
Habita boscos i matolls de l'Himàlaia, a l'est d'Afganistan, nord de Pakistan i nord-oest de l'Índia a Caixmir.